# Convent de les Descalces Reials
El convent de les Descalces Reials (en castellà: Monasterio de las Descalzas Reales) és un monestir situat a Madrid i administrat pel Patrimoni Nacional.

## Història
El Monestir de les Descalces Reials, literalment el "Monasterio de las Descalzas Reales", resideix a l'antic palau de l'emperador Carles V i l'emperadriu Isabel de Portugal. La seva filla, Joana d'Àustria, va fundar aquest convent de monges de l'orde de les Clarisses el 1559 i finalment va ser enterrada aquí. Durant la resta del segle XVI i fins al segle XVII, el convent va atreure joves nobles vídues o solteres. Cada dona portava amb ella un dot. Les riqueses es van acumular ràpidament i el convent es va convertir en un dels convents més rics de tota Europa. Tomás Luis de Victoria, el millor compositor renaixentista espanyol, va treballar al convent des del 1587 fins al final de la seva vida el 1611.
La demografia del convent va canviar lentament amb el temps i, al segle XX, totes les monges eren pobres. El convent va mantenir les riqueses del seu passat, però tenia prohibit subhastar cap dels articles o gastar els diners que rebia dels dots. L'estat va intervenir quan va veure que les monges eren pobres i el papa va concedir una dispensa especial per obrir el convent com a museu el 1960.
Alfons de Borbó i Dampierre (mort el 1989) està enterrat a la capella de Sant Joan Baptista al costat del seu fill gran Francesc d'Assís (mort el 1984). El germà petit d'Alfons, Gonzalo (mort el 2000), està enterrat a la capella de Sant Sebastià.

## Museu
Mentre que en el passat els tresors del monestir no eren visibles, avui dia el monestir només alberga unes poques monges, i el lloc és un monument nacional molt visitat. Els dots de les dones nobles sovint s'invertien en relíquies i les seves peces d'exposició enjoiades. Entre les moltes relíquies exposades hi ha suposadament peces de la creu de Crist i els ossos de Sant Sebastià. Entre les obres mestres de l'art inestimables hi ha els Diners del Cèsar de Ticià, tapissos teixits segons dissenys de Rubens, i obres de Hans van der Beken i Pieter Brueghel el Vell.
La col·lecció del museu també inclou rareses com ara retrats de fills reials de la Mancomunitat polonesa-lituana de finals del segle XVI, fent referència a les relacions poloneso-espanyoles que van inspirar La vida es sueño de Calderón. Els retrats del fill i la filla del rei Segimon III van ser pintades per Martin Kober el 1596 i van ser enviades com a regal al rei Felip III d'Espanya.

## L'Església
L'arquitecte original de l'església va ser Antonio Sillero. La façana va ser dissenyada per Juan Bautista de Toledo el 1559; qui també va ajudar en la coberta de l'església. Parts de l'altar, el cor i la sagristia van ser dissenyades per Juan Gómez de Mora el 1612. Gaspar Becerra va completar el retaule major de l'altar el 1562, que es considera la seva obra mestra. Malauradament, aquest retaule va ser destruït per un incendi el 1862, juntament amb moltes de les pintures i frescos de Juan Pantoja de la Cruz. El 1863 l'altar va ser substituït per un encarregat el 1716 per Felip V d'Espanya per commemorar la beatificació del jesuïta francès Jean-François Régis, incloent-hi llenços de Michel-Ange Houasse. Té un relleu esculpit de l'Apoteosi de Jean-François Régis, de Camillo Rusconi. Els panells laterals van ser esculpits per José Bellver. L'estàtua jacent del jesuïta va ser esculpida per Agostino Cornacchini. Una capella conté l'estàtua de marbre de Joana d'Àustria en oració, obra de Pompeo Leoni o Crescenzi.